# Autoroute A-63 (Espagne)
Pour les articles homonymes, voir A63.
L'autoroute A-63 est une autoroute de 22 km encore en construction qui relie Oviedo à La Espina dans la communauté autonomme du la principauté des Asturies.
Elle double la N-634 en desservant les différentes communes des Asturies.
Il est prévu à long terme de relier l'A-63 à l'A-8 à hauteur de Luarca.
L'A-63 va être construite pour permettre aux véhicules en provenance de la Galice (La Corogne, Ferrol...) d'éviter le détour par Avilés via l'A-66 pour rejoindre Oviedo mais directement depuis Luarca (A-8).

## Tracé
- L'A-63 débute au sud d'Oviedo à la bifurcation entre l'A-66 (Séville - Gijón) et la O-12 (Pénétrante sud d'Oviedo).
- Elle croise quelque mètre plus loin la O-13, pénétrante ouest d'Oviedo pour reprendre son chemin vers l'ouest le long de la N-634.
- Elle se termine provisoirement à hauteur de Grado qu'elle contourne par le sud.
- À La Espina va se détacher la future autoroute autonome qui va là relier à Cangas del Narcea
- La dernière section (depuis Grado jusqu'à Luarca) longue de 50 km environ va permettre de connecter l'A-63 à l'A-8 vers Luarca.

## Sorties
De Oviedo à Luarca
| Sorties | Villes                                                 |           |
| ------- | ------------------------------------------------------ | --------- |
|         | Oviedo Sud Avilés - Gijón Leon - Madrid - Burgos AP-66 | O-12 A-66 |
| 01      | Université d'Oviedo - Oviedo-Acevebo                   | N-634     |
|         | Oviedo Ouest                                           | O-13      |
| 04      | Oviedo Ouest                                           | N-634     |
| 09      | Trubia - Udrión                                        | N-634     |
| 13      | Santa María de Grado - Llera                           | N-634     |
| 19      | Grado Nord - Sestiello                                 | N-634     |
| 23      | Grado Ouest - Cabruñana                                | N-634     |
|         | La Espina - Luarca                                     | N-634     |
|         | Section en projet Grado - Luarca                       | A-63      |

### Référence
- Nomenclature